# Lac Azili
Le lac Azili est un plan d'eau du Bénin, situé dans l'arrondissement de Kpédékpo et la commune de Zagnanado (département du Zou).
Il couvre une superficie de plus de 200 hectares.
La pêche artisanale y est pratiquée tout au long de l'année. 
Le village lacustre d'Agonvè, bâti sur une île au milieu du lac, constitue un site pittoresque apprécié. On y fabrique des nattes et divers objets d’ornement en raphia (Raphia hookeri).